# Alpineskiën op de Paralympische Winterspelen 2002
De VIIIe Paralympische Winterspelen werden in 2002 gehouden in Salt Lake City, Verenigde Staten. België deed niet mee aan deze Paralympische Spelen.
Het alpineskiën staat al vanaf het begin op het programma van de Paralympische Winterspelen. De sport staat onder auspiciën van de Internationaal Paralympisch Comité (IPC). Alpineskiën is een sport voor sporters met een lichamelijke handicap aan verschillende ledematen.
De disciplines waren afdaling, reuzenslalom en slalom en Super G.

## Afdaling

### Mannen
| Klasse    | Snelste Tijd | land | Goud                | land | Zilver                   | land | Brons            |
| --------- | ------------ | ---- | ------------------- | ---- | ------------------------ | ---- | ---------------- |
| B1-3      | 1:19.92      | AUS  | Bart Bunting        | ESP  | Eric Villalon            | ESP  | Yon Santacana    |
| LW2       | 1:28.37      | AUS  | Michael Milton      | ITA  | Christian Lanthaler      | USA  | Jason Lalla      |
| LW3,5/7,9 | 1:25.19      | GER  | Gerd Schoenfelder   | AUT  | Arno Hirschbuehl         | USA  | Jacob Rife       |
| LW4       | 1:23.86      | SUI  | Hans Burn           | USA  | James Lagerstrom         | NZL  | Steven Bayley    |
| LW6/8     | 1:24.26      | SUI  | Rolf Heinzmann      | FRA  | Lionel Brun              | GER  | Markus Pfefferle |
| LW10      | 1:41.14      | GER  | Martin Braxenthaler | USA  | Chris Waddell            | SWE  | Ronny Persson    |
| LW11      | 1:38.05      | AUT  | Harald Eder         | AUT  | Andreas Schiestl         | ITA  | Fabrizio Zardini |
| LW12      | 1:37.80      | USA  | Kevin Bramble       | USA  | Christopher Devlin-Young | CAN  | Daniel Wesley    |

### Vrouwen
| Klasse      | Snelste Tijd | land | Goud              | land | Zilver          | land | Brons               |
| ----------- | ------------ | ---- | ----------------- | ---- | --------------- | ---- | ------------------- |
| B2-3        | 1:25.80      | FRA  | Pascale Casanova  | CZE  | Katerina Tepla  | AUT  | Gabriele Huemer     |
| LW2         | 1:35.25      | AUT  | Danja Haslacher   | USA  | Sarah Billmeier | RUS  | Inga Medvedeva      |
| LW3,4,6/8,9 | 1:30.63      | NZL  | Rachael Battersby | USA  | Csilla Kristof  | CAN  | Karolina Wisniewska |
| LW10-12     | 1:45.89      | USA  | Sarah Will        | USA  | Muffy Davis     | USA  | Stephani Victor     |

## Reuzenslalom

### Mannen
| Klasse    | Snelste Tijd | land | Goud                | land | Zilver                | land | Brons              |
| --------- | ------------ | ---- | ------------------- | ---- | --------------------- | ---- | ------------------ |
| B1-2      | 2:27.59      | ESP  | Eric Villalon       | AUS  | Bart Bunting          | SVK  | Radomir Dudas      |
| B3        | 2:26.46      | ESP  | Yon Santacana       | ITA  | Gianmaria Dal Maistro | USA  | Andrew Parr        |
| LW2       | 1:28.37      | AUS  | Michael Milton      | USA  | Jason Lalla           | NOR  | Asle Tangvik       |
| LW3,5/7,9 | 2:15.96      | GER  | Gerd Schoenfelder   | FRA  | Romain Riboud         | AUT  | Arno Hirschbuehl   |
| LW4       | 2:15.10      | NZL  | Steven Bayley       | SUI  | Hans Burn             | AUT  | Robert Meusburger  |
| LW6/8     | 2:14.42      | SUI  | Rolf Heinzmann      | FRA  | Lionel Brun           | GER  | Frank Pfortmueller |
| LW10      | 2:45.21      | GER  | Martin Braxenthaler | SWE  | Ronny Persson         | USA  | Chris Waddell      |
| LW11      | 2:39.70      | AUT  | Harald Eder         | AUT  | Juergen Egle          | AUT  | Andreas Schiestl   |
| LW12      | 2:49.18      | SUI  | Hans Joerg Arnold   | KOR  | Sang Min Han          | CAN  | Scott Patterson    |

### Vrouwen
| Klasse  | Snelste Tijd | land | Goud              | land | Zilver              | land | Brons                |
| ------- | ------------ | ---- | ----------------- | ---- | ------------------- | ---- | -------------------- |
| B2-3    | 2:34.60      | CZE  | Katerina Tepla    | FRA  | Pascale Casanova    | CZE  | Sabina Rogie         |
| LW2     | 2:40.62      | AUT  | Danja Haslacher   | USA  | Allison Jones       | AUT  | Nicola Lechner       |
| LW3,4,9 | 2:26.22      | USA  | Mary Riddell      | CAN  | Karolina Wisniewska | CAN  | Lauren Woolstencroft |
| LW6/8   | 2:26.53      | NZL  | Rachael Battersby | USA  | Csilla Kristof      | SVK  | Iveta Chlebakova     |
| LW10-11 | 2:56.60      | USA  | Sarah Will        | USA  | Muffy Davis         | USA  | Lacey Heward         |
| LW12    | 2:53.83      | USA  | Allison Pearl     | SWE  | Cecilia Paulson     | JPN  | Kuniko Obinata       |

## Slalom

### Mannen
| Klasse    | Snelste Tijd | land | Goud                 | land | Zilver            | land | Brons           |
| --------- | ------------ | ---- | -------------------- | ---- | ----------------- | ---- | --------------- |
| B1-2      | 2:00.53      | ESP  | Eric Villalon        | SVK  | Radomir Dudas     | SVK  | Stefan Kopcik   |
| B3        | 1:53.65      | CAN  | Chris Williamson     | USA  | Andrew Parr       | SVK  | Norbert Holik   |
| LW2       | 1:29.03      | AUS  | Michael Milton       | USA  | Monte Meier       | GER  | Michael Hipp    |
| LW3,5/7,9 | 1:30.03      | GER  | Gerd Schoenfelder    | AUT  | Arno Hirschbuehl  | RUS  | Alexei Moshkine |
| LW4       | 1:28.98      | AUT  | Hubert Mandl         | SUI  | Hans Burn         | AUT  | Martin Falch    |
| LW6/8     | 1:32.48      | AUT  | Wolfgang Moosbrugger | SUI  | Rolf Heinzmann    | FRA  | Lionel Brun     |
| LW10      | 2:04.96      | GER  | Martin Braxenthaler  | SWE  | Ronny Persson     | USA  | Chris Waddell   |
| LW11      | 1:59.75      | FRA  | Denis Barbet         | AUT  | Juergen Egle      | AUT  | Harald Eder     |
| LW12      | 1:52.94      | CAN  | Daniel Wesley        | SUI  | Hans Joerg Arnold | GER  | Ludwig Wolf     |

### Vrouwen
| Klasse  | Snelste Tijd | land | Goud                 | land | Zilver              | land | Brons             |
| ------- | ------------ | ---- | -------------------- | ---- | ------------------- | ---- | ----------------- |
| B2-3    | 2:12.75      | AUT  | Gabriele Huemer      | FRA  | Pascale Casanova    | CZE  | Sabina Rogie      |
| LW2     | 1:50.68      | AUT  | Danja Haslacher      | USA  | Sarah Billmeier     | USA  | Sandy Dukat       |
| LW3,4,9 | 2:04.26      | CAN  | Lauren Woolstencroft | CAN  | Karolina Wisniewska | USA  | Jennifer Kelchner |
| LW6/8   | 1:47.37      | NZL  | Rachael Battersby    | USA  | Csilla Kristof      | SVK  | Iveta Chlebakova  |
| LW10-12 | 2:35.14      | USA  | Sarah Will           | SWE  | Cecilia Paulson     | JPN  | Kuniko Obinata    |

## Super-G

### Mannen
| Klasse    | Snelste Tijd | land | Goud                     | land | Zilver               | land | Brons                |
| --------- | ------------ | ---- | ------------------------ | ---- | -------------------- | ---- | -------------------- |
| B1-3      | 1:09.54      | AUS  | Bart Bunting             | ESP  | Eric Villalon        | ESP  | Yon Santacana        |
| LW2       | 1:19.67      | AUS  | Michael Milton           | ITA  | Christian Lanthaler  | ITA  | Florian Planker      |
| LW3,5/7,9 | 1:16.36      | GER  | Gerd Schoenfelder        | FRA  | Romain Riboud        | AUT  | Arno Hirschbuehl     |
| LW4       | 1:15.35      | AUT  | Hubert Mandl             | AUT  | Josef Schoesswendter | NZL  | Steven Bayley        |
| LW6/8     | 1:16.17      | SUI  | Rolf Heinzmann           | FRA  | Lionel Brun          | AUT  | Wolfgang Moosbrugger |
| LW10      | 1:27.63      | GER  | Martin Braxenthaler      | SWE  | Ronny Persson        | GER  | Michael Kroener      |
| LW11      | 1:29.08      | ITA  | Fabrizio Zardini         | AUT  | Andreas Schiestl     | FRA  | Denis Barbet         |
| LW12      | 1:24.98      | USA  | Christopher Devlin-Young | CAN  | Daniel Wesley        | GER  | Ludwig Wolf          |

### Vrouwen
| Klasse      | Snelste Tijd | land | Goud                 | land | Zilver          | land | Brons               |
| ----------- | ------------ | ---- | -------------------- | ---- | --------------- | ---- | ------------------- |
| B2-3        | 1:23.85      | CZE  | Katerina Tepla       | AUT  | Gabriele Huemer | FRA  | Pascale Casanova    |
| LW2         | 1:26.81      | USA  | Sarah Billmeier      | USA  | Allison Jones   | USA  | Sandy Dukat         |
| LW3,4,6/8,9 | 2:04.26      | CAN  | Lauren Woolstencroft | USA  | Mary Riddell    | CAN  | Karolina Wisniewska |
| LW10-12     | 1:35.83      | USA  | Sarah Will           | USA  | Muffy Davis     | USA  | Lacey Heward        |

## Deelnemende landen Alpineskiën 2002
- AUS
- ESP
- USA
- SVK
- ITA
- AUT
- GER
- ARM
- NZL
- SWE
- GBR
- SUI
- FRA
- JPN
- KOR
- RUS
- CAN
- NOR
- SVK
- NED
- RSA
- CZE
- FIN

Alpineskiën · Biatlon · Langlaufen · Sledgehockey
1976 · 1980 · 1984 · 1988 · 1992 · 1994 · 1998 · 2002 · 2006 · 2010 · 2014 · 2018 · 2022